# Wadi as-Saba
Wadi as-Saba (arab. وادى السبع, fr. Oued Sebaa)  – jedna z 52 gmin w prowincji Sidi Bu-l-Abbas, w Algierii, znajdująca się w południowej części prowincji, około 70 km na południowy zachód od Sidi Bu-l-Abbas. W 2008 roku gminę zamieszkiwało 4301 osób. Numer statystyczny gminy w Office National des Statistiques d'Algérie to 2237.